# Lazzaro Donati (1873-1918)
Lazzaro Donati (Modena, 21 ottobre 1873 – Milano, 22 maggio 1918) è stato un banchiere italiano.

## Biografia
Lazzaro Donati nacque a Modena da Salvatore Donati, che aveva un commercio di pellami, e da Rosina Leblis.
Si trasferì a Milano e qui fondò il 6 dicembre 1901 con Emilio Jarach, figlio del banchiere Moise Jarach e fratello del Comandante Federico Jarach, la società in nome collettivo Banca Jarach & C.
Moise Jarach era stato socio di suo zio, Gran Croce Lazzaro Donati, nella Banca Donati & Jarach, fondata nel 1869 e venduta nel 1899.
La società, avente per oggetto “l'esercizio di tutte le operazioni di banca e borsa”, aveva un capitale di 150 000 lire, corrispondente 450 000 euro attuali, conferito per due terzi da Emilio Jarach e per un terzo da Lazzaro Donati.
Sino al 1906 la banca Jarach ebbe sede in via Armorari 4, una parallela di via Orefici; nel 1907 si trasferì in un elegante edificio in stile Liberty in via Bocchetto 8, la cosiddetta Casa Lancia dell'ing. Achille Manfredini, che fu abbattuta nel 1939 per far posto a un  edificio in stile littorio, sede della Banca di Roma.

Casa Lancia, sede del Banco Jarach nel 1910

La Banca Jarach fu coinvolta nel finanziamento nell'autunno del 1914 di Il Popolo d'Italia, giornale fondato da Benito Mussolini.
Nel febbraio del 1918 Ida Dalser, ex amante di Mussolini dal quale ebbe nel 1915 un figlio, lo accusò di essersi venduto alla Francia, accettando un milione di lire dall'ex-presidente del consiglio francese Caillaux in un incontro a Ginevra il 17 gennaio 1914, che sarebbe stato poi depositato presso la Banca Jarach. Questa testimonianza non fu allora ritenuta attendibile ma sembra che Mussolini abbia fatto arrivare a Milano i fondi per il nuovo giornale tramite questa banca.
Nel dicembre del 1916 la società Banca Jarach fu sciolta ed al suo posto si costituì una società in accomandita semplice con la ragione sociale Banco Jarach & C, in cui Emilio Jarach era socio accomandatario e unico gerente e Lazzaro Donati socio accomandante.
Dopo la morte di Lazzaro Donati nel 1918 Emilio Jarach proseguì da solo l'attività fino al marzo del 1921, quando la banca fu venduta alla Banca dell'Italia Meridionale, con sede a Napoli, che divenne nel 1922 la Banca d'America e d'Italia.
Lazzaro Donati fu insignito del titolo di Commendatore dell'Ordine del Regno d'Italia.
Lazzaro Donati si sposò con Elda Finzi, da cui ebbe due figli.